# علی‌اکبر ضرغام
علی‌اکبر ضرغام (زاده ۱۲۹۰ خورشیدی - درگذشته ۱۳۵۵) سیاست‌مدار و نظامی اهل ایران بود.

## زندگی‌نامه
علی‌اکبر ضرغام متولد ۱۲۹۰ خورشیدی و فارغ‌التحصیل دانشکدهٔ افسری در ۱۳۱۳ بود. مدتی معاون فرماندار نظامی شد و بعددرخردادماه ۱۳۳۲ ریاست اداره قند و شکر از سوی دکتر مصدق به او محول گردید. بعد از دو سال به ریاست کل گمرک رسید. در فروردین ۱۳۳۶ با درجه سرتیپی در کابینهٔ دکتر منوچهر اقبال به وزارت جدیدالتاسیس گمرکات و انحصارات منصوب شد و در ۱۳۳۷ درجهٔ سرلشکری گرفت. در آذرماه ۱۳۳۸ به جای علی‌اصغر ناصر، در کابینهٔ منوچهر اقبال وزیر دارائی شد و در کابینهٔ جعفر شریف‌امامی در سمت وزارت دارائی باقی ماند و در دوران وزارت خود اقدامات زیادی نمود.یکی از اقدامات ضرغام در دوران تصدی وزارت دارایی،تخریب شبانه ساختمان زیبای خوابگاه ناصرالدین شاه،که یکی از بهترین آثارمعماری ایران در دوره قاجاریه محسوب می گردید و نفائس بسیار نيز در آن جای داشت،و افزودن به فضای وزارت دارایی بود.

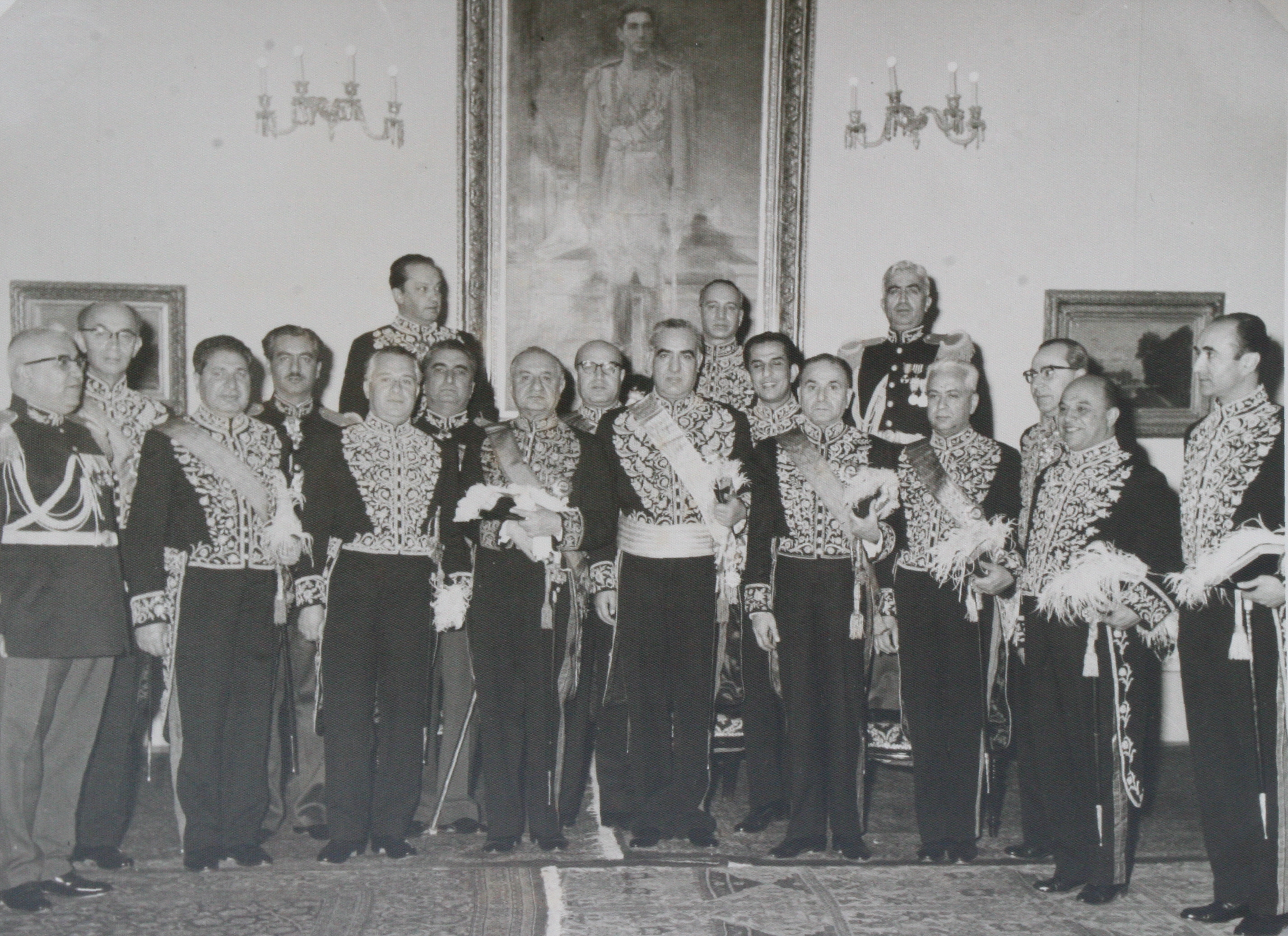
ردیف پشت نفر اول از سمت چپ

در سال ۱۳۴۰ از طرف دکتر علی امینی نخست‌وزیر وقت، به علت
قبول نکردن پست پیشنهادی وزارت دارایی در کابینه، به علت اختلاف عقیده در ادارهٔ امور آن وزارت با نخست‌وزیر، تحت تعقیب قرار گرفت و پس از نزدیک به یک سال حبس به علت نبود هیچگونه جرمی از زندان آزاد شد.
پس از استخلاص از زندان به کارهای آزاد پرداخت و در کار تجارت توفیق زیادی پیدا کرد. آخرین سمت ضرغام، ریاست اداره کل تدارکات ارتش است که از سال ۱۳۴۸ تا ۱۳۵۲ آن را تصدی نموده‌است. سناتور - مؤسس بأنک اصناف و رئیس هیت مدیره و مدیرعامل بأنک اصناف. در سن ۶۵ سالگی در تهران به بیماری قلبی درگذشت.سر لشکر ضرغام در حادثهٔ زلزله بوئین زهرا اولین فردی بود که با توجه به وجههٔ خوبی که بین مردم داشت اقدام به جمع‌آوری پول از خیرین نمود و جهت ساخت منازل برای زلزله زدگان اقدام نمود.
بخشی از خاطرات تیمسار علی اکبر ضرغام منتشر شده در مجله سال نامه امید ایران 1340 که در کتاب برگ هایی از تاریخ حسابداری جلد سوم تالیف دکتر محسن ژاله آزاد زنجانی ، لیلا بیگلری و دکتر امیر ابراهیم زاده از نشر ترمه منتشر شده است . 
چند خاطره از زندگی سرلشکر علی اکبر ضرغام
از سال نامه امید ایران 1340
سرلشکر علی اکبر ضرغام در تهران متولد شد. در محله مروی خیابان ناصر خسرو مقابل شمس العماره خانه پدری‌اش بدنیا آمد. تحصیلات متوسطه را در طهران دبیرستان نظام بپایان رسانید و در دانشکده افسری فرمانده اتاپ نیروی نظامی که بجنگ «حمدرشید» و «محمدرشید» مدتها در سقز بانه کردستان بسر برد. در زمان حکومت آقای دکتر مصدق اول به معاونت فرمانداری نظامی تهران و بعد به مدیریت کل قند و شکر ایران نائل گردید.
از اینکه ضرغام مدیرکل قند و شکر شود، وضع قند و شکر ایران بسیار فلاکت‌بار و عدم نظم در‌ بها و تقسیم عادلانه قند و شکر برای دولت ها مسئله بغرنجی بود که هیچیک از رجال دولتی قادر به حل آن نبودند وکلای مجلس و مالکین متنفذ موجودی قند و شکر را به عنوان جیره و بصورت سهمیه بنام اشخاص و رعایای واهی از اداره قند شکر می گرفتند و در بازار آزاد به چند برابر قیمت میفروختند بطوری که کوپن قند و شکر از اسکناس معتبر تر شده بود و هنوز هم امواج صدای دلال‌هایی که در کوچه ها و خیابان ها فریاد می کشیدند کوپن قند و شکر میخریم! در گوش مردم منعکس است. 
ضرغام بوضع  قند و شکر سر و صورت داد و چنان وضع استواری برای آن به وجود آورد که چند سال است با نظم و ترتیب عدالت عمومی مردم به قند و شکر دسترسی دارند بعد از سر و سامان دادن اداره کل قند و شکر نوبت به مدیریت کل گمرک ایران رسید. سرلشکر ضرغام یک نظامی جدی بود و همیشه با اسب و تفنگ و صف سر و کار داشت لذا معلوم نبود چطور میتوانست از پس کار گمرک از هم گسیخته که یک کار تخصصی بود برآید. خودش میگوید روزی که به اداره کل گمرک رفتم متوجه شدم که از دنیای نظامی گری به عالمی آمده‌ام که سر و کارم با عدد و رقم و حساب است. قوانین گمرکی سالیان دراز است که رویهم جمع شده و اشخاصی که سی سال در گمرک خدمت کرده‌اند با اشکال میتوانند سیل کالا‌های رنگارنگی را که از اروپا و آمریکا به ایران میآید از گمرک طبق مقررات مرخص کنند. خاطرم رسید و تصمیم گرفتم که مقام و منصب را فراموش کنم و به تحصیل دانش جدیدی مشغول شوم. از همان روز آیین نامه‌ها و قوانین گمرک را به خانه بردم و شبها مشغول خواندن و حفظ کردن مواد مختلف آن‌ها شدم. صبحها که عازم اداره بودم وقتی مشغول تراشیدن صورت میشدم آیین‌نامه‌های گمرک را به همسرم میدادم و میگفتم خیلی جدی از من بپرس و با سختگیری نمره بده. 
خانم مواد مختلف و تبصره‌های رنگارنگ را سوال میکرد و من در حال اصلاح یا خوردن صبحانه جواب میگفتم و موقع خروج حدود نمره‌ام را از خانم معلم میپرسیدم و خوشبختانه اغلب نمره خوب میگرفتم بطوری که در ظرف ده روز یک گمرک‌چی وارد از کار درآمدم. همین عمل ضرغام که بشوخی بیشتر شبیه است حکایت از عظمت فکر و قدرت کار و نیروی ابتکار او میکند. کما اینکه در زمان ریاست گمرک او بود که کارمندان واقعی گمرک به حقوق واقعی خود رسیدند. میگویند در زمان ریاست گمرک ضرغام او سعی میکرد ایام تابستان را که هوای جنوب ناراحت کننده بود به خوزستان سفر کند و در همانجا بماند. یکروز که کارمندان گمرک مشغول ترخیص کالاهای بازرگانان بودند، ضرغام در حاشیه اوراق ترخیص چشمش به جمله‌ای خورد که نوشته بود «صدی یک» پاداش کارمندان! فوراً از حسابداری موجودی آن قسمت از درآمد گمرک را خواست، معلوم شد مبالغی پول در حساب بلااستفاده مانده است. از همان روز و از محل همان سود صدی یک شروع به ساخت ساختمان بیمارستان وزارت گمرک در اهواز کرد که مجهزترین بیمارستان جنوب است . قبل از آن هم از محل فروش گونیهای خالی قند و شکر های خانه‌های متعددی برای کارمندان و کارگران که در حقیقت بدون استفاده از بودجه دولت تنها کسی بود که توانست مسکن وناراحتی بهداشت کارمندان گمرک و قندشکر را برطرف کند. طولی نکشید که سرلشکر ضرغام به مقام وزارت دارایی رسید و در تمام دوره خدماتش که ده سال در دوائر غیرنظامی بود سعی داشت که همیشه خدمتگذار مردم کوچه و بازار باشد. وزیر دارائی سابق مردیست با صراحت لهجه یک دنده و متکی بنفس در برابر مشکلات گردن خم نمیکند تکیه کلامش این جمله است که میگوید «من مخلص مردم کوچه و بازار هستم». او از رجال معدود کشور است که از میان طبقه سوم بیرون آمده و هنوز گذشته‌اش را از یاد نبرده است.
وقتی ضرغام وزیر دارائی بود در یک خانه ۱۱۰ متری در خیابان سی متری زندگی می کرد. روزهای جمعه بقچه حمامش را به حمام خارج از منزل میبرد و عصر پنجشنبه در سلمانی مینوئی که در گذر سی متری بود میرفت مینشست و اصلاح میکرد. هرچه وزرا  اصرار میکردند که تغییر منزل بدهد میگفت من از سروانی در این خانه زندگی کرده‌ام رفتگر محل،  سلمانی محل و بالاخره حمام محل و همسایه‌ها،حق بگردنم دارند. شهرت کوچکی منزل ضرغام بجایی رسید که در هیئت وزراء آقایان وزیران اصرار کردند او تغییر خانه بدهد تا بتواند با همکارانش معاشرت کند. چون این پیشنهاد از توجه مخصوص شاه سرچشمه گرفته بود بالاخره بانک کشاورزی حاضرشد ۶۰۰ متر زمینی را که ضرغام مثل سایر افسران با قرعه و به اقساط از بهترین محل عباس آباد خریداری نموده بود و متری چهار هزار ریال ارزش داشت بگیرد و یک قطعه زمین از جنگل ساعی بوزیر دارائی بدهد. این معاوضه عملی شد و هزینه قسمتی از ساختمان خانه ضرغام را هم شاه به عنوان پاداش تقبل نمود. در نتیجه سرلشکر علی اکبر ضرغام تغییر مکان داده و پس از ده سال خدمات صادقانه بدون هیچگونه مدرک و دلیلی در پادگان جمشیدیه بازداشت شد اکنون سیصد روز است که ضرغام زندانی است. 
شخص نخست وزیر در جلسه‌ای که پنج نفر از مدیران و مجلات معتبر در پارک امین‌الدوله حضور داشتند اعتراف کرد که تمام دستگاههای دولتی کنکاش کرده‌اند و یک دینار سوءاستفاده از سرلشکر ضرغام پیدا نشده، وزیر عدلیه نیز به مخبرین جراید گفت سرلشکر ضرغام را دادگستری توقیف نکرده است و با اینکه به یک فرد خدمتگزار چنین ظلم فاحشی شده و ۹ ماه است که از کانون زندگی خود دور است با قیافه‌ای متبسم و اراده‌ای آهنین در کنار استخر جمشیدیه قدم میزند . به دوستانش که روزهای پنجشنبه به دیدنش میروند میگوید بهترین درجه و عالی‌ترین مقام برای من وجدان آرام است و چون این منصب بزرگ بشریت را برای خودم حفظ کرده‌ام هر مدتی که در زندان بمانم هیچگونه دغدغه خاطر و نگرانی ندارم چون میدانم که مردم حق‌شناس و آنها که قدر خدمات مرا دانسته‌اند ، فراموشم نمی‌کنند.
اولین تشکل حسابداری حرفه‌ای در ایران " انجمن محاسبین قسم خورده و کارشناسان حساب " بنا به اختیارات حاصل از ماده ۳۳ قانون مالیات بر درآمد مصوب ۱۶ فروردین ماه ۱۳۳۵ در تاریخ دی ماه ۱۳۴۰تشکیل شد. او با همراهی دکتر عزیز نبوی اولین تشکل قانونی و حرفه ایی حسابداران رسمی را در قانون پیش بینی نمود. و در مجلس از ضرورت ایجاد آن جانانه دفاع نمود و اولین گام در تعیین درآمد مشمول مالیات توسط حسابداران در مواد«  ۷ و ۸ » آیین نامه انتخاب محاسبین قسم خورده و کارشناسان حساب طی نامه وزارت دارایی مورخه  ۱۴ اسفندماه ۱۳۴۰ اجرایی شد .
https://static4.donya-e-eqtesad.com/thumbnail/ELPp6VqfZA5J/vXJwwA1o8rIoZ7wrPHPV-QYqssTF6UH1BwhMCHO9O4SdbVkfXsgGzhjRxgt__RaMlBH-hXHgenSPkchyUb3fFQ8Bvzddp2Shvf9a2fj7ayrKocT7ylv-pA,,/10-02+copy.jpg